# Бюст-паметник на Тодор Каблешков (София)
 Тази статия е за бюст-паметника в София.  За бюст-паметника в Копривщица, вижте Бюст-паметник на Тодор Каблешков (Копривщица).  
Бюст-паметникът на Тодор Каблешковв град София е част от паметници, поставени в Борисовата градина (бивш Парк на Свободата) на редица български революционни, просветни, политически и военни деятели.
Родолюбивата общественост намира за наложително в парка „Борисова градина“ в столицата, наред с паметниците на Бенковски, Волов, Петлешков, Захари Стоянов, да бъде поставен и бюст-паметник на Тодор Каблешков. Инициатори на това благородно дело трябва да станат ректорът на Висшето транспортно училище, Български държавни железници и кметството на столичната община.
На свое заседание фондация „Тодор Каблешков“ – град София от 17 юли 2002 г. взима решение да направи постъпки пред столичната община за издигане на Бюст-паметник на Тодор Каблешков в Борисова градина.